# Stenellipsis cruciata
Stenellipsis cruciata es una especie de escarabajo longicornio del género Stenellipsis, tribu Acanthocinini, subfamilia Lamiinae. Fue descrita científicamente por Breuning en 1938.
La especie se mantiene activa durante el mes de octubre.

## Descripción
Mide 4,3 milímetros de longitud.

## Distribución
Se distribuye por Australia.